# 溶劑清潔劑處理血漿
溶劑清潔劑處理血漿（Solvent detergent plasma）是來自許多人的血漿，並且有用溶劑進行處理，以減少其中的病毒。此作法可以讓有脂質包膜的病毒失去活性（病毒去活化）。
美國食品藥物管理局在2018年10月提出的「輸血用乾燥血漿製品的開發考量」草案中，就有提到若要聚集捐贈者的血漿時，需用溶劑或清潔劑進行處理，或是用FDA核准，可以清除或降低病原菌的設備。
會使用的清潔劑有磷酸三丁酯（TNBP）、氯酸鈉、olyoxyethylene-p-t-octylphenol等。